# 미치카와촌 (아키타현)
미치카와촌(道川村)은 1955년까지 아키타현 유리군 북부에 있던 촌이다. 현재의 유리혼조시 이와키미치강, 이와키우치미치강, 이와키카츠테, 이와키군가노, 이와키니코에 해당한다.

## 역사
- 1889년 4월 1일 - 정촌제 시행과 함께 미치카와촌이 성립하였다.
- 1955년 7월 28일 - 가메다정과 합병해, 이와키정이 되었다.

## 교통

### 철도
- 일본국유철도
  - 우에쓰 본선

### 도로
- 국도 7호선